# Allium elegans
Allium elegans — вид рослин з родини амарилісових (Amaryllidaceae); поширений в Таджикистані, Узбекистані, Киргизстані.

## Поширення
Поширений в Таджикистані, Узбекистані, Киргизстані.